# Alphamega Stadium
Le Stade Alphamega, également connu sous le nom de Stade de Limassol pour les compétitions UEFA, est un stade de football situé à Kolóssi, dans le District de Limassol, à Chypre, et le terrain de jeu des trois plus grands clubs de Limassol Apollon, AEL et Aris. Avec une capacité de 11 000 places assises, il est le deuxième plus grand stade de football réservé uniquement au football et le cinquième plus grand stade de football de Chypre.

## Nom
Le nom officiel du stade est Stade Alphamega. Ce nom résulte d'une collaboration de sponsoring entre la société de gestion du stade et C.A. Papaellinas Emporiki Ltd, la société qui possède et gère les Hypermarchés Alphamega, pour l'utilisation du nom du supermarché comme nom commercial du stade jusqu'à la fin de la saison de ligue domestique 2027–28,.

## Histoire
À l'origine, le stade doit être construit par AEL et Aris sur le même site qui avait été donné aux deux équipes les années précédentes. Les deux équipes choisissent l'architecte Petros Kontaridis, qui prépare les plans du stade. Après la crise financière chypriote de 2012-2013, Apollon accepte de construire un stade avec les deux autres équipes et les plans sont modifiés.
En raison des coûts accrus que les équipes ne peuvent pas supporter mais aussi en raison du fait que le Stade Tsirio existant présente plusieurs problèmes et que la ville a besoin d'un nouveau stade, la CSO décide de financer le projet. Cependant, comme le projet ne doit pas être public mais appartenir à d'autres utilisateurs et dépasser 15 millions d'euros de financement, ce financement doit être approuvé par la Direction générale de la concurrence de la Commission européenne.
La Direction générale de la concurrence de la Commission européenne considère ce financement illégal car le stade appartient aux équipes, ce qui résulte en un traitement préférentiel par l'État pour ces équipes au détriment des autres équipes. Pour cette raison, le terrain est transféré à la CSO, qui prend en charge le financement du projet et la propriété du stade. La CSO accorde la gestion du stade aux trois équipes.
Les signatures des contrats de construction entre la CSO et le consortium Cyfield – Neophytou J.V., qui entreprend de construire le stade, ont lieu le 4 janvier 2019. La construction du stade commence le 28 janvier 2019.
L'inauguration officielle du stade Alphamega a lieu le 25 novembre 2022. Le premier match se joue le 15 décembre 2022 entre Apollon et Doxa Katokopias pour la 15ème journée de la Première division chypriote 2022–2023. Apollon remporte le match avec un score de 1-0. Le premier but marqué dans le stade Alphamega est inscrit par Khaled Adenon en tant que but contre son camp.